# Acid Bath
Acid Bath est un groupe de sludge metal américain, originaire de Houma, en Louisiane.  Acid Bath mêle les racines du doom metal à du black metal, death metal, rock gothique, blues, folk, et à la country,. Lors d'un entretien avec Pit Magazine, le chanteur Dax Riggs classifie leur son de « death rock » (présentant la mort (death) comme un thème récurrent de leurs morceaux, et non le deathrock), qui est aussi classé stoner metal et doom metal.

## Biographie
Acid Bath est formé en Louisiane en 1991 de la collaboration de deux musiciens du groupe Dark Karnival (Sammy Pierre Duet et Audie Pitre) et de trois membres de Golgotha (Jimmy Kyle, Mike Sanchez et Dax Riggs). Influencés par le thrash metal ainsi que des artistes tels Black Sabbath, Celtic Frost ou Carcass, ils sortent trois démos et un live avant de signer sur le label indépendant Rotten Records. En 1994, ils sortent When the Kite String Pops, un premier album produit par Spike Cassidy de D.R.I. et dont le visuel est une œuvre du tueur en série John Wayne Gacy. Leur second album, produit comme leurs premières démos par leur manager Keith Falgout, sort deux ans plus tard. Si le groupe ne connaît pas un grand succès commercial, ses albums influencent une scène sludge metal en plein essor.
En janvier 1997, le bassiste Audie Pitre trouve la mort avec ses parents dans un accident routier, et le groupe se sépare la même année. Sammy Duet fonde alors le groupe de black metal Goatwhore, pour qui il réutilise des riffs écrits initialement pour un troisième album d'Acid Bath. En 2014 il dément les propos du batteur Jimmy Kyle qui affirmait qu'Acid Bath recherchait un chanteur en vue d'une reformation.
Rotten Records sort la vidéo Double Live Bootleg! en 2002 et une compilation des démos du groupe en 2005.

## Membres
- Dax Riggs - chant (1991-1997)
- Mike Sanchez - guitare, chant (1991-1997)
- Sammy Duet - guitare, chant (1991-1997)
- Jimmy Kyle - batterie (1991-1997)
- Audie Pitre - basse, chant (1991-1997)
- Joseph Fontenot - basse (1991-1992, 1997)
- Tomas Viator - claviers (1996-1997)

## Discographie
- 1992 - Screams of the Butterfly (live)
- 1994 - When the Kite String Pops
- 1994 - Edits (EP)
- 1996 - Paegan Terrorism Tactics